# Blenniella caudolineata
Blenniella caudolineata es una especie de pez de la familia Blenniidae en el orden de los Perciformes.

## Morfología
• Los machos pueden llegar alcanzar los 8,2 cm de longitud total.

## Reproducción
Es ovíparo.

## Hábitat
Es un pez de mar y de clima tropical y asociado a los  arrecifes de coral.

## Distribución geográfica
Se encuentra desde el sur del Japón hasta las Islas Molucas, las Islas Marianas, Tonga, las Tuamotu y Kiribati.